# Kad zavolim, vrijeme stane
Kad zavolim, vrijeme stane (španjolski: Cuando me enamoro) je meksička telenovela u režiji kuće Televisa. Producent je Carlos Moreno Laguillo. Ta je telenovela novija verzija telenovele La Mentira ("Laž").
Zvijezde novije verzije su Silvia Navarro, Juan Soler, René Casados, Jessica Coch, Rocio Banquells i Lisardo Guarinos.

## Sadržaj
Kad zavolim, vrijeme stane je priča o životu Renate Monterrubio Alvarez de Linares Martinez Soberon/Regine Gamba Soberon (Silvia Navarro), djevojci rođenoj u bogatoj obitelji.
Kada je imala godinu dana, bila je oteta dok se šetala sa svojom majkom Reginom Soberon de Monterrubio Gamba (Lidia Avila/Julieta Rosen) od strane očeve ljubavnice, Josefine Monterrubio/Pepe (Margarita Magaña/Rocio Banquells), koja se htjela osvetiti Renatinom ocu koji se nije brinuo o kćeri koju je imao s njom. Kako bi prikrila otmicu, Fina je Renatu predstavila kao svoju drugu kćer blizanku, uz onu koju je imala biološki, Robertu (Jessica Coch). Odselila se i upoznala Gonzala Monterrubija (Renè Casados), bogatog poslovnog čovjeka koji ju je oženio.
Nakon 24 godine, Regina/Renata je postala punoljetna, pametna mlada žena, na visokoj poziciji u Gonzalovoj tvrtki. Ona je dobrog srca, ali njezina pamet i samostalnost su često krivo shvaćeni kao arogantnost. Roberta, sada razmažena žena, naviknuta da sve ide kako ona kaže, ljubomorna je na svoju sestru blizanku, Renatu, te čini sve što je u njenoj moći kako bi Renata ispala loša. Kako god bilo, Roberta je također vrlo dobra u predstavljanju sebe kao slatke i dobre.
Kada zgodan muškarac Jeronimo Linares (Juan Soler) dođe u kontakt s obitelji Monterrubio, Renata i Roberta se zaljube u njega. Što više Roberta pokušava prikazati Renatu kao lošu u Jeronimovim očima, Jeronimo se sve više zaljubljuje u Renatu, te se oni ubrzo ožene.
Međutim, Jeronimova je prava namjera s Renatom da osveti smrt brata Rafaela Gutierreza (Sebastián Zurita). Nepoznat u obitelji Monterrubio, Rafael je bio u vezi s Robertom, ali ga je Fina ubila i njegovu smrt prikazala kao samoubojstvo. Jeronimo je znao da je njegov brat hodao s jednom od sestara Monterrubio, ali nije znao s kojom. Odlučio je zavesti jednu od njih te, kada se zaljubi u njega, uništiti ju emocionalno-što je i radio s Renatom kada se oženio s njom i živio na imanju "La Bonita". Prekasno je saznao da se osvećivao na krivoj sestri i u isto je vrijeme saznao kako iskreno voli Renatu.

## Likovi
- Silvia Navarro – Renata Monterrubio Álvarez de Linares/Regina Gamba Soberon

- Juan Soler – Jeronimo Linares De la Fuente

- Rocío Banquells – Josefina "Fina" Alvarez Martinez Monterrubio

- Renè Casados – Gonzalo Monterrubio

- Julieta Rosen – Regina Sóberon de Monterrubio Gamba

- Guillermo Capetillo – Antonio Iriondo

- Alfredo Adame – Honorio Sánchez

- Martha Julia – Maria Sepulveda

- Loudres Munguía – Costanza Monterrubio de Sánchez

- Josè Ron – Matías Monterrubio

- Lisardo Guarinos – Augustin Dunant

- Jessica Coch – Roberta Monterrubio

- Odiseo Bichir – dr. Álvaro Nesme

- Luis Gatica – Lázaro López

- Julio Mannino – Saul Guardiola

- Yolanda Ventura – Karina Aguilar

- Grettell Valdez – Matilde Lopez de Estrada

- Aleida Núñez – Alfonsina Campos Flores de Fierro

- Carlos de la Mota – Carlos Estrada

- Fernando Valencia – Jose Maria "Chema" Casillas

- Alejandro Ruiz – Ezequiel Fierro

- Wendy Gonzalez i Florencia de Saracho – Adriana Sanchez Beltran de Monterrubio

- Eleazar Gómez – Anibal Cuevas

- Sebastián Zurita – Rafael Gutierrez